# Črnci
Črnci – miejscowość w Słowenii w gminie Apače.